# کاروانسرا (ماه‌نشان)
کاروانسرا یک روستا در ایران است که در دهستان انگوران واقع شده‌است. کاروانسرا ۱۴۰ نفر جمعیت دارد.